# 인투 더 월드
《인투 더 월드》(영어: Migration)는 2023년 개봉 한 미국의 모험 코미디 애니메이션 영화로, 벤저민 레너가 감독을 맡았다.

## 줄거리
뉴잉글랜드 숲 속의 무스헤드 연못에 사는 맥 말라드는 불안함이 많아 바깥세상으로 나가는 것을 극도로 꺼린다. 그의 아내 팸은 그런 맥에게 불만을 느끼고, 아이들 댁스와 그웬 또한 세상 밖을 동경한다. 어느 날, 남쪽 자메이카로 이동하는 오리 떼를 만나면서 맥의 가족은 이주에 대한 흥미를 느끼게 된다. 결국 팸의 설득으로 맥은 마지못해 가족과 함께 이주를 결심하고, 맥의 모험을 싫어하는 삼촌 댄도 그웬의 부탁으로 함께 떠난다.
폭풍우를 피해 낡은 널빤지 아래 늪에서 밤을 보내던 중, 그들은 기이한 노인 왜가리 부부 에린과 해리를 만나 하룻밤 신세를 진다. 위험해 보이는 외모와는 달리, 왜가리 부부는 물고기로부터 댁스와 그웬을 구해준다. 다음날 뉴욕시에 도착한 오리들은 삼촌 댄 때문에 비둘기 갱단과 얽히지만, 팸의 활약으로 그들의 호감을 얻고, 자메이카 출신 앵무새 델로이를 만나게 된다. 델로이는 인간 요리사에게 갇혀 살고 있었고, 맥과 팸은 레스토랑에 잠입해 델로이를 구출한다. 델로이의 도움으로 자메이카로 향하던 중, 그들은 오리 농장에 들어가게 되고 그곳에서 수많은 오리들이 인간에게 착취당하는 것을 보게 된다. 댁스는 농장의 오리들을 탈출시키려다 날개깃털을 잃고 날 수 없게 된다.
리조트에서 휴식을 취하는 동안 맥은 댁스의 무모함을 질책하고, 댁스는 실망한 나머지 맥을 외면한다. 그때, 헬리콥터가 나타나 오리들을 그물로 포획하고, 댁스와 그웬은 겨우 숨는다. 요리사는 맥과 팸을 먼저 죽이려 하고, 팸은 절망에 빠지지만 맥의 격려에 다시 힘을 낸다. 팸은 레스토랑에서 배운 살사 춤을 이용해 새들을 풀어주려 하지만 실패하고, 델로이와 댄, 농장의 오리들이 던진 야채에 요리사는 기절한다. 헬리콥터에서 떨어진 맥과 팸은 댁스와 그웬에게 구조되고, 댁스는 다른 새들의 깃털로 날개를 고쳐 날 수 있게 된다.
마침내 자메이카에 도착한 오리들은 델로이의 가족과 친구들을 만나고, 이전에 연못에서 만났던 오리 가족과도 재회한다. 다음 봄, 집으로 돌아가려던 맥은 남극으로 가려는 펭귄들을 발견하고 그들을 돕고 싶어한다.

## 성우진
- 쿠마일 난지아니
- 엘리자베스 뱅크스
- 대니 드비토
- 키건마이클 키
- 아콰피나
- 캐럴 케인
- 데이비드 미첼 (배우)
- 이사벨라 메르세드